# Tkanina z Bayeux

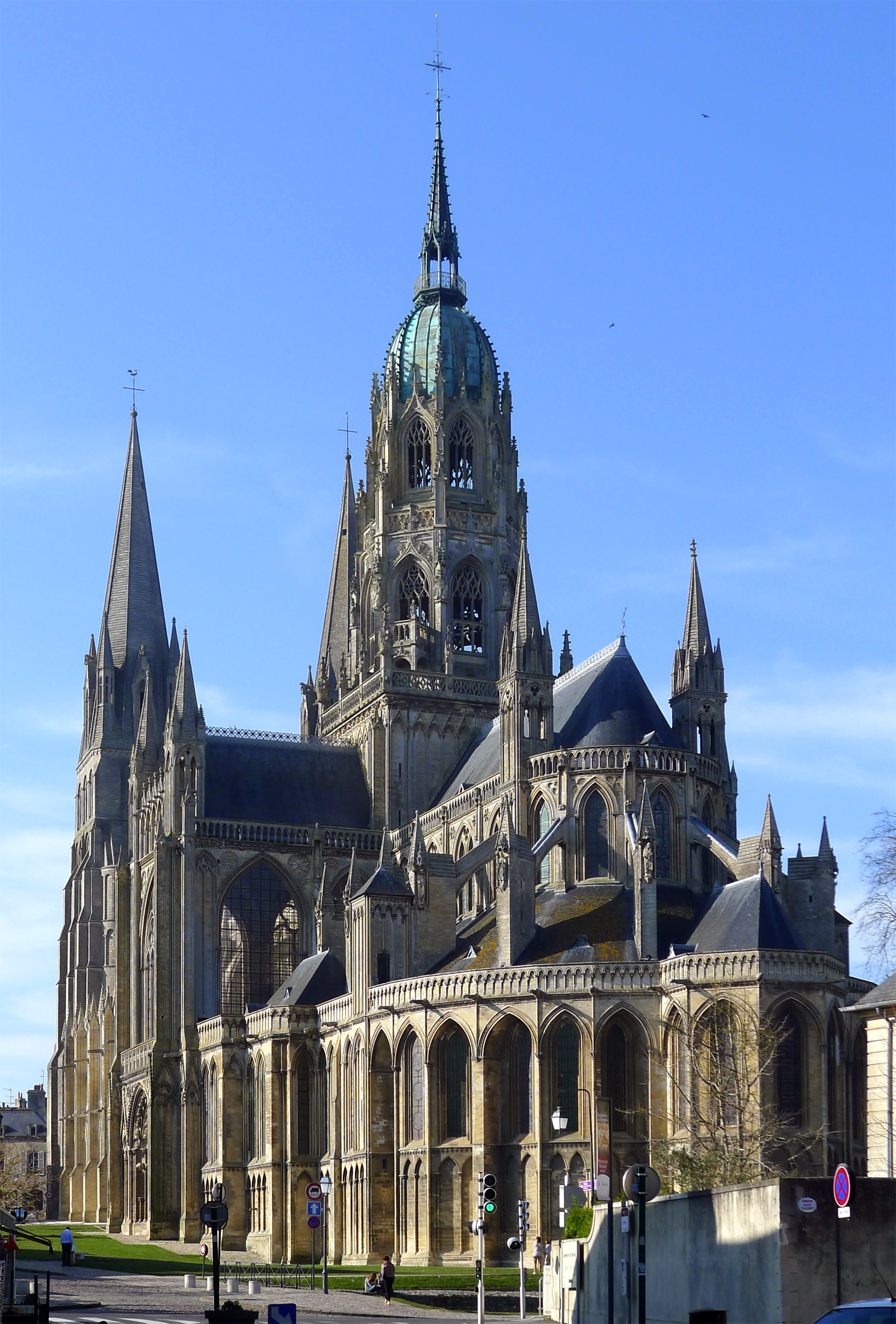
Katedra w Bayeux – miejsce przechowywania i dorocznej prezentacji tkaniny w okresie średniowiecza

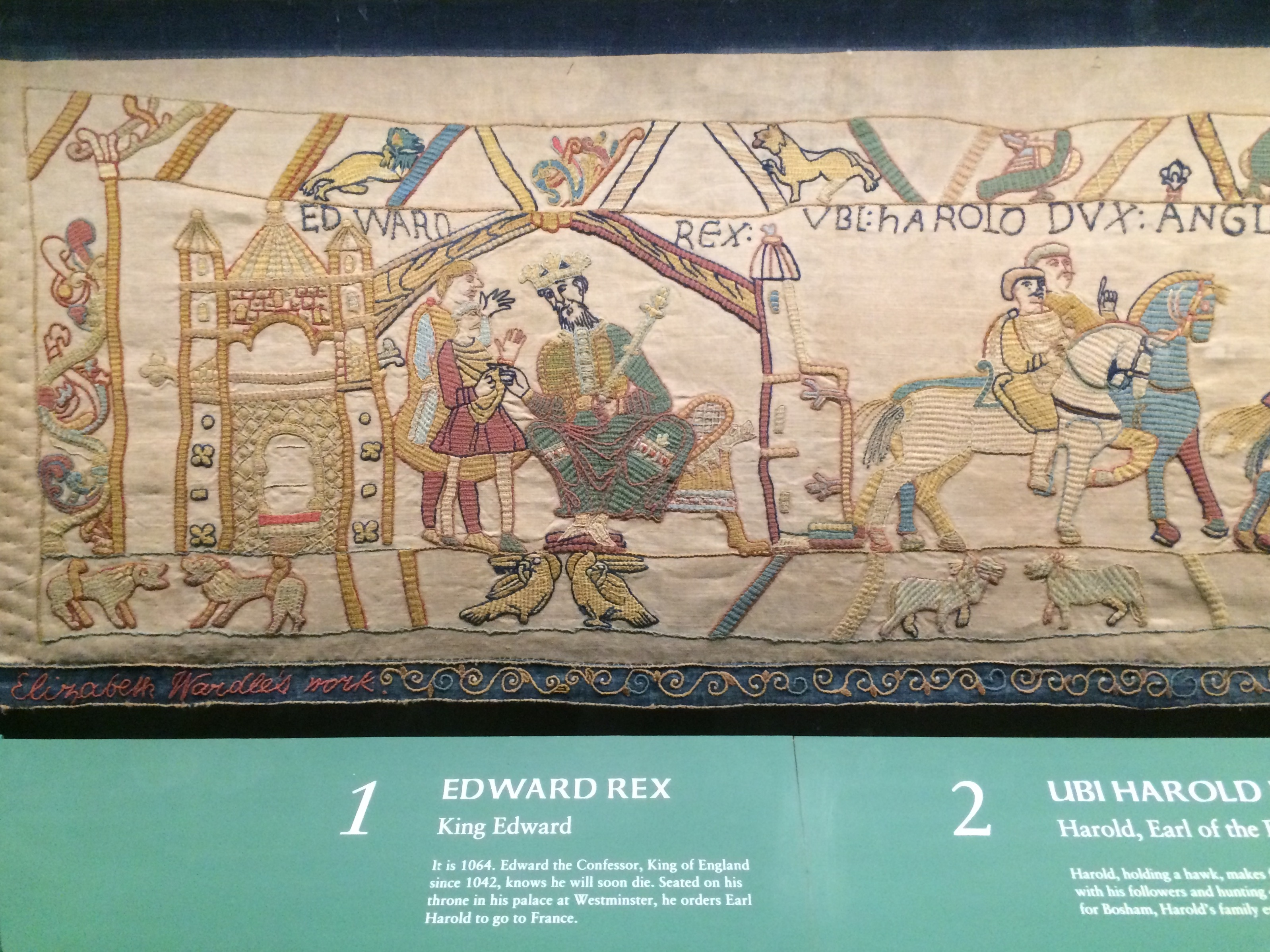
Replika tkaniny w Reading Museum

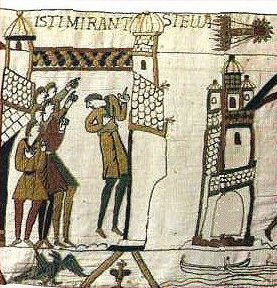
Detal upamiętniający pojawienie się komety Halleya

Tkanina z Bayeux (ang. Bayeux Tapestry, fr. Tapisserie de Bayeux) – ręcznie haftowane płótno przedstawiające podbój Anglii przez Wilhelma I Zdobywcę i bitwę pod Hastings w 1066 roku; dzieło sztuki świeckiej; cenne ikonograficzne źródło historyczne.
W roku 2007 została wpisana na listę UNESCO Pamięć Świata.

## Pochodzenie
Pochodzenie tkaniny nie jest udokumentowane. Na podstawie analizy samej tkaniny, specjaliści w większości zgadzają się, że tkanina została wykonana w XI w., niedługo po inwazji na Anglię. Niektóre źródła datują jej powstanie na okres przed 1092 rokiem. Jako że tkanina wykazuje podobieństwa z XI-wiecznymi pracami angielskimi, niektórzy uznają jej angielską proweniencję – nie zostało to jednak jednoznacznie potwierdzone. Za angielskim pochodzeniem dzieła przemawiać miały również błędy w inskrypcjach łacińskich oraz użycie imion anglosaskich.
W XVIII w. jej autorstwo przypisywano królowej Matyldzie (1031–1083), żonie Wilhelma, nie jest to jednak teza potwierdzona.
Tkanina mogła powstać na zlecenie biskupa Odona z Bayeux (1049–1097), przyrodniego brata Wilhelma I. Teza ta postawiona w 1824 roku przez Honoré François Delauneya zyskała wielu zwolenników.
Od 1732 roku sugerowano, że tkanina powstała dla uczczenia konsekracji katedry Odona w Bayeux w 1077 roku. Hipoteza ta uległa jednak tezie o sekularnym charakterze dzieła, które miało zdobić wnętrza rezydencji prywatnej.

## Historia
Początkowo tkanina była najprawdopodobniej wystawiana w różnych miejscach – kościołach i klasztorach na terenie Normandii i Anglii. Pierwsza wzmianka na jej temat pochodzi ze spisu majątkowego katedry w Bayeux z 1476 roku. Tkanina była wystawiana na widok publiczny raz do roku – była wywieszana w nawie katedry w okresie od 24 czerwca do dnia wigilii rocznicy konsekracji świątyni. Była ponownie wzmiankowana przez intendenta Caen N.J. Faucaulta na początku XVIII w. W 1724 roku Antoine Lancelot (1675–1740) sporządził raport na temat tkaniny dla Akademii Inskrypcji i Literatury Pięknej.
Po raz pierwszy zabytek został gruntownie zbadany i opisany w latach 1729–1730 przez benedyktyńskiego uczonego Bernarda de Montfaucona (1655–1741), który opublikował wyniki swojej pracy w dziele Les monuments de la monarchie française. Obiektem zainteresowali się także angielscy antykwariusze – w 1752 roku Andrew Ducarel (1713–1785), a w latach 1818–1820 Charles Alfred Stothard (1786–1821).
W 1792 roku tkanina została skonfiskowana przez państwo, by przykryć wozy bojowe. Została jednak uratowana dzięki interwencji prawnika z Bayeux, Léonarda Leforestiera. W 1804 roku dzieło zostało wystawione w paryskim Luwrze w kontekście planowania przez Napoleona inwazji na Anglię. Następnie tkanina została zwrócona mieszkańcom Bayeux i od 1842 roku udostępniona na stałe dla publiczności. Była przechowywana w bibliotece miejskiej, a w 1913 roku wraz ze zbiorami bibliotecznymi została przeniesiona do dawnego domu diakona katedry. Po 1860 roku została poddana kompleksowej restauracji, materiał został zacerowany w 120 miejscach i załatany w 518 miejscach. W 1885 roku sporządzono wierną kopię dzieła, która znajduje się w Reading Museum w Reading w Wielkiej Brytanii.
II wojnę światową tkanina przetrwała w Luwrze, gdzie była badana przez niemieckiego historyka Herberta Jankuhna (1905–1990).
Od 1983 roku zabytek wystawiony jest w XVII-wiecznym gmachu seminarium w Bayeux, gdzie urządzono muzeum poświęcone tkaninie.
W roku 2007 tkanina z Bayeux została wpisana na listę UNESCO Pamięć Świata. W 2018 roku Wielka Brytania i Francja podpisały porozumienie o wypożyczeniu tkaniny Wielkiej Brytanii w 2022 roku – poprzednie starania brytyjskie o wypożyczenie dzieła, by uświetnić koronację królowej w 1953 roku czy 900. rocznicę bitwy pod Hastings w 1966 roku były odrzucane.

## Opis

### Wymiary
Tkanina ma długość 68,38 m. Złożona jest z 9 paneli o szerokości 0,5 metra i różnej długości – od 13,90 do 2,43 m.

### Materiał
Tkanina wykonana jest z materiału płóciennego. Haft wykonano przy użyciu przędzy wełnianej w 10 odcieniach (niektóre źródła wymieniają osiem kolorów: popielaty, żółty, jasny i ciemny zielony, trzy odcienie niebieskiego – jeden tak ciemny, że niemal czarny – i czerwony). Kolory przędzy uzyskano poprzez farbowanie jej trzema barwnikami – kolor czerwony uzyskano poprzez zastosowanie marzany, żółty poprzez zastosowanie rezedy żółtawej, a niebieski i zielony poprzez użycie barwnika indygo pozyskanego z urzetu barwierskiego.
Tkanina była przymocowana do innego materiału, który wywieszany był w nawie katedry w Bayeux. Na tym podkładzie znaleziono numery oznaczające indywidualne sceny, które naniesiono pod koniec XVIII w. W 1724 roku tkanina została podszyta podszewką.

### Haft
Inskrypcje i wzory liniowe wykonano przy użyciu stębnówki – ozdobnego ściegu na wierzchniej stronie materiału tworzącego nieprzerwaną linię. Większe powierzchnie pokryto ściegiem łączącym. Ścieg łańcuszkowy dodano podczas współczesnych prac restauracyjnych. Przy hafcie pracowało jednocześnie wiele osób.
Na płótnie nie odkryto żadnych śladów szkiców czy wskazówek odnośnie do użycia kolorów. Przyjmuje się jednak, że musiał istnieć jakiś wzór.
Na materiale widnieją wizerunki 626 postaci, 202 koni, 55 psów i 505 innych zwierząt, a także przedstawienia 37 budowli, 41 statków i 49 drzew.
Tkanina ma trzy pasy poziomie ciągnące się na całej jej długości – pomiędzy górnym a dolnym pasem o szerokości 7 cm znajduje się pas środkowy o szerokości 33 cm. Historia podboju Anglii ukazana jest w pasie środkowym, natomiast pas dolny i górny ukazują motywy ikonograficzne, których związek ze scenami pasa środkowego nie jest do końca określony. W pasach dolnych i górnych umieszczono przedstawienia zwierząt (m.in. ptaków, lwów, psów, jeleni i wielbłądów) oraz stworzeń fikcyjnych (m.in. smoków ziejących ogniem, gryfów czy centaurów). Na początku tkaniny zidentyfikowano postaci z bajek Fedrusa (15? p.n.e.–50? n.e.) (m.in. lisa i kruka, wilka i jagnię, wilka i żurawia). Dolny pas przedstawia również sceny z życia codziennego (m.in. sceny polowań i pracy w polu) oraz przedstawienia nagich kobiet i mężczyzn, których związek z historią pasa środkowego pozostaje niejasny.

## Sceny pasa środkowego
Na płótnie w pasie środkowym wyhaftowano kilkadziesiąt scen przedstawiających podbój Anglii przez Wilhelma I Zdobywcę w 1066 roku i wydarzenia go poprzedzające. Przy scenach znajdują się inskrypcje po łacinie.
Opowieść zaczyna się od podróży Harolda II do Normandii – lądowania w Ponthieu, spotkania z księciem Wilhelmem, wyprawy do Bretanii i złożenia przysięgi na relikwie z Bayeux. Następnie ukazany jest powrót Harolda do Anglii i jego koronacja na króla Anglii po śmierci Edwarda Wyznawcy. Dalej przedstawiono przygotowania Wilhelma do inwazji na Anglię i jego przeprawę przez kanał La Manche. Całość kończą sceny bitwy pod Hastings w 1066 roku.
Przedstawienie historii inwazji jest ogólnie zbieżne z przekazami kronikarzy z XI w. takich jak: Wilhelm z Jumieges, Wilhelm z Poitiers czy Orderic Vitalis.
Tkanina upamiętnia także pojawienie się komety Halleya, co miało miejsce w tym samym roku co bitwa pod Hastings.
| Scena | Inskrypcja | Tłumaczenie                                                                                               | Zdjęcie |  |
| ----- | --- | --- | ------- |  |
| 1     | EDWARD[US] REX | Król Edward                                                                                               |         |  |
| 2–3   | UBI HAROLD DUX ANGLORUM ET SUI MILITES EQUITANT AD BOSHAM ECCLESIA[M]                                                            | Gdzie Harold, duke Anglików i jego rycerze jadą do kościoła w Bosham                                      |         |  |
| 4     | HIC HAROLD MARE NAVIGAVIT | Tu Harold żeglował przez morze                                                                            |         |  |
| 5     | ET VELIS VENTO PLENIS VENIT IN TERRA WIDONIS COMITIS                                                                             | i z żaglami wypełnionymi wiatrem przybył do ziemi hrabiego Wido                                           |         |  |
| 6     | HAROLD | Harold | Detal   |  |
| 7     | HIC APPREHENDIT WIDO HAROLDU[M]                                                                                                  | Oto Wido pojmał Harolda                                                                                   |         |  |
| 8     | ET DUXIT EUM AD BELREM ET IBI EUM TENUIT                                                                                         | i zaprowadził go do Beaurainville, gdzie go przetrzymywał                                                 |         |  |
| 9     | UBI HAROLD ⁊ WIDO PARABOLANT | Gdzie Harold i Wido rozmawiają                                                                            |         |  |
| 10    | UBI NUNTII WILLELMI DUCIS VENERUNT AD WIDONE[M]                                                                                  | Gdzie posłańcy księcia Wilhelma przyszli do Wido                                                          |         |  |
| 10    | TUROLD | Turold |         |  |
| 11    | NUNTII WILLELMI | Posłańcy Wilhelma                                                                                         |         |  |
| 12    | HIC VENIT NUNTIUS AD WILGELMUM DUCEM                                                                                             | Oto posłaniec przychodzi do księcia Wilhelma                                                              |         |  |
| 13    | HIC WIDO ADDUXIT HAROLDUM AD WILGELMUM NORMANNORUM DUCEM                                                                         | Oto Wido prowadzi Harolda do księcia Normanów Wilhelma                                                    |         |  |
| 14    | HIC DUX WILGELM[US] CUM HAROLDO VENIT AD PALATIU[M] SUU[M]                                                                       | Oto książę Wilhelm idzie z Haroldem do jego pałacu                                                        |         |  |
| 15    | UBI UNUS CLERICUS ET ÆLFGYVA | Gdzie pewien kleryk i Ælfgyva...                                                                          | Detal   |  |
| 16    | HIC WILLEM[US] DUX ET EXERCITUS EIUS VENERUNT AD MONTE[M] MICHAELIS                                                              | Oto książę Wilhelm i jego armia doszli do Mont Saint-Michel                                               |         |  |
| 17    | ET HIC TRANSIERUNT FLUMEN COSNONIS                                                                                               | a tu przeszli przez rzekę Couesnon                                                                        | Detal   |  |
| 17    | HIC HAROLD DUX TRAHEBAT EOS DE ARENA                                                                                             | Oto duke Harald wyciągnął ich z piasku                                                                    | Detal   |  |
| 18    | ET VENERUNT AD DOL ET CONAN FUGA VERTIT                                                                                          | i doszli do Dol i Conan rzucił się do ucieczki                                                            |         |  |
| 18    | REDNES | Rennes |         |  |
| 19    | HIC MILITES WILLELMI DUCIS PUGNANT CONTRA DINANTES                                                                               | Oto rycerze księcia Wilhelma walczą z Dinan                                                               | Detal   |  |
| 20    | ET CUNAN CLAVES PORREXIT | i Conan oddał klucze                                                                                      |         |  |
| 21    | HIC WILLELM[US] DEDIT ARMA HAROLDO                                                                                               | Oto Wilhelm dał broń Haroldowi                                                                            |         |  |
| 22    | HIE WILLELM[US] VENIT BAGIAS | Oto Wilhelm przybył do Bayeux                                                                             |         |  |
| 23    | UBI HAROLD SACRAMENTUM FECIT WILLELMO DUCI                                                                                       | Gdzie Harold złożył przysięgę księciu Wilhelmowi                                                          |         |  |
| 24    | HIC HAROLD DUX REVERSUS EST AD ANGLICAM TERRAM                                                                                   | Oto duke Harold wrócił na ziemię angielską                                                                |         |  |
| 25    | ET VENIT AD EDWARDU[M] REGEM | i poszedł do króla Edwarda                                                                                |         |  |
| 26    | HIC PORTATUR CORPUS EADWARDI REGIS AD ECCLESIAM S[AN]C[T]I PETRI AP[OSTO]LI                                                      | Oto ciało króla Edwarda jest niesione do kościoła św. Piotra apostoła                                     |         |  |
| 27    | HIC EADWARDUS REX IN LECTO ALLOQUIT[UR] FIDELES                                                                                  | Oto król Edward na łożu przemawia do swoich wiernych zwolenników                                          | Detal   |  |
| 28    | ET HIC DEFUNCTUS EST | i tu umiera                                                                                               | Detal   |  |
| 29    | HIC DEDERUNT HAROLDO CORONA[M] REGIS                                                                                             | Oto przekazali koronę króla Haroldowi                                                                     |         |  |
| 30    | HIC RESIDET HAROLD REX ANGLORUM                                                                                                  | Oto siedzi król Anglików Harold                                                                           | Detal   |  |
| 31    | STIGANT ARCHIEP[ISCOPU]S | Arcybiskup Stigand                                                                                        | Detal   |  |
| 32    | ISTI MIRANT[UR] STELLA[M] | Ci [ludzie] podziwiali gwiazdę                                                                            |         |  |
| 33    | HAROLD | Harold |         |  |
| 34    | HIC NAVIS ANGLICA VENIT IN TERRAM WILLELMI DUCIS                                                                                 | Oto angielski statek przybył do ziemi księcia Wilhelma                                                    |         |  |
| 35    | HIC WILLELM[US] DUX JUSSIT NAVES [A]EDIFICARE                                                                                    | Oto książę Wilhelm wydaje rozkaz budowy statków                                                           |         |  |
| 36    | HIC TRAHUNT NAVES AD MARE | Oto ciągną statki do morza                                                                                |         |  |
| 37    | ISTI PORTANT ARMAS AD NAVES ET HIC TRAHUNT CARRUM CUM VINO ET ARMIS                                                              | Ci [ludzie] niosą broń na statki i tu ciągną wóz z winem i bronią                                         |         |  |
| 38    | HIC WILLELM[US] DUX IN MAGNO NAVIGIO MARE TRANSIVIT ET VENIT AD PEVENESÆ                                                         | Oto książę Wilhelm przebył morze na wielkim statku i przyszedł do Pevensey                                |         |  |
| 39    | HIC EXEUNT CABALLI DE NAVIBUS | Oto konie opuszczają statki                                                                               |         |  |
| 40    | ET HIC MILITES FESTINAVERUNT HESTINGA UT CIBUM RAPERENTUR                                                                        | i oto rycerze pospieszyli do Hastings zabrać żywność                                                      | Detal   |  |
| 41    | HIC EST WADARD | Oto jest Wadard                                                                                           |         |  |
| 42    | HIC COQUITUR CARO ET HIC MINISTRAVERUNT MINISTRI                                                                                 | Oto gotowane jest mięso i tu słudzy [je] podają                                                           |         |  |
| 43    | HIC FECERUN[T] PRANDIUM | Oto mają posiłek                                                                                          |         |  |
| 43    | HIC EPISCOPUS CIBU[M] ET POTU[M] BENEDICIT                                                                                       | Oto biskup błogosławi jedzenie i picie                                                                    | Detal   |  |
| 44    | ODO EP[ISCOPU]S WILLEM[US] ROTBERT                                                                                               | Odon z Bayeux, Wilhelm, Robert                                                                            |         |  |
| 45    | ISTE JUSSIT UT FODERETUR CASTELLUM AT HESTENGA                                                                                   | Rozkazał by zbudowano zamek w [obozie w] Hastings                                                         | Detal   |  |
| 45    | CEASTRA | obozie | Detal   |  |
| 46    | HIC NUNTIATUM EST WILLELM[O] DE HAROLD[O]                                                                                        | Oto Wilhelmowi powiedziano o Haroldzie                                                                    |         |  |
| 47    | HIC DOMUS INCENDITUR | Oto pali się dom                                                                                          |         |  |
| 48    | HIC MILITES EXIERUNT DE HESTENGA ET VENERUNT AD PR[O]ELIUM CONTRA HAROLDUM REGE[M]                                               | Oto rycerze zostawili Hastings i poszli na bitwę z królem Haroldem                                        | Detal   |  |
| 49    | HIC WILLELM[US] DUX INTERROGAT VITAL[EM] SI VIDISSET HAROLDI EXERCITU[M]                                                         | Oto książę Wilhelm pyta Vitala czy widział armię Harolda                                                  |         |  |
| 50    | ISTE NUNTIAT HAROLDUM REGE[M] DE EXERCITU WILLELMI DUCIS                                                                         | Ten opowiada królowi Haroldowi o armii księcia Wilhelma                                                   |         |  |
| 51    | HIC WILLELM[US] DUX ALLOQUITUR SUIS MILITIBUS UT PREPAREN[T] SE VIRILITER ET SAPIENTER AD PR[O]ELIUM CONTRA ANGLORUM EXERCITU[M] | Oto książę Wilhelm przemawia swoich rycerzy, by przygotować się mężnie i mądrze do bitwy z armią Anglików |         |  |
| 52    | HIC CECIDERUNT LEWINE ET GYRD FRATRES HAROLDI REGIS                                                                              | Oto padli Leofwine i Gyrth, bracia króla Harolda                                                          |         |  |
| 53    | HIC CECIDERUNT SIMUL ANGLI ET FRANCI IN PR[O]ELIO                                                                                | Oto Anglicy i Francuzi padli w walce w tym samym czasie                                                   | Detal   |  |
| 54    | HIC ODO EP[ISCOPU]S BACULU[M] TENENS CONFORTAT PUEROS                                                                            | Oto biskup Odon, trzymając kij, zachęca chłopców                                                          |         |  |
| 55    | HIC EST WILLEL[MUS] DUX | Oto jest książę Wilhelm                                                                                   |         |  |
| 56    | E[USTA]TIUS | Eustachy                                                                                                  | Detal   |  |
| 56    | HIC FRANCI PUGNANT ET CECIDERUNT QUI ERANT CUM HAROLDO                                                                           | Oto walczą Francuzi i zabili tych co byli z Haroldem                                                      |         |  |
| 57    | HIC HAROLD REX INTERFECTUS EST                                                                                                   | Oto został zabity Harold                                                                                  | Detal   |  |
| 58    | ET FUGA VERTERUNT ANGLI | i Anglicy rzucili się do ucieczki                                                                         | Detal   |  |

## Znaczenie
Tkanina to nie tylko dzieło sztuki, ale cenne źródło historyczne na temat podboju Anglii przez Normanów. Brzegi tkaniny natomiast mają znaczenie dla badań średniowiecznych baśni. Tkanina zawiera niewiele odniesień do codziennego życia poza przedstawieniami ówczesnej broni i taktyki bitewnej. Dla poznania uzbrojenia wojowników z połowy XI w. jest to dzieło fundamentalne – jedno z dwóch najważniejszych (drugim jest o ok. 100 lat późniejszy Roman de Rou, którego autor, Robert Wace mógł korzystać z tkaniny jako źródła dla swego poematu).